# 尤爾馬拉
尤爾馬拉（意思為「海濱」）是拉脫維亞中部沿海城市，位於首都里加以西30公里，由蘇聯時期至今一直是著名的度假旅遊聖地。

## 旅游
尤爾馬拉是一个以海水浴場为特色的城鎮。

## 友好城市
- 葡萄牙阿納迪亞
- 瑞典埃斯基爾斯蒂納
- 芬兰雅各布斯塔德
- 瑞典耶夫勒
- 法國卡堡
- 立陶宛帕蘭加
- 爱沙尼亚派爾努
- 俄羅斯喀山
- 義大利泰拉奇納

## 外部連結
- 官方网站 （拉脱维亚文）